# من دوست دارم ببینم
من دوست دارم ببینم (به انگلیسی: I'd like to see) یا می‌خواهم ببینم 
(به تلوگویی: Choodalani Vundi) فیلمی هندی محصول سال ۱۹۹۸ و به کارگردانی گوناشکار است. در این فیلم بازیگرانی همچون چیرانجیوی، سونداریا، آنجلا زواری، پراکاش راج و مونیکا بدی ایفای نقش کرده‌اند.